# ۱۵۸۳ (میلادی)
۱۵۸۳ (میلادی) هزار و پانصد و هشتاد و سومین سال تقویم میلادی است.

## رویدادها
- تأسیس دانشگاه ادینبرو

## درگذشتگان
‎